# Noviômago dos Reginos

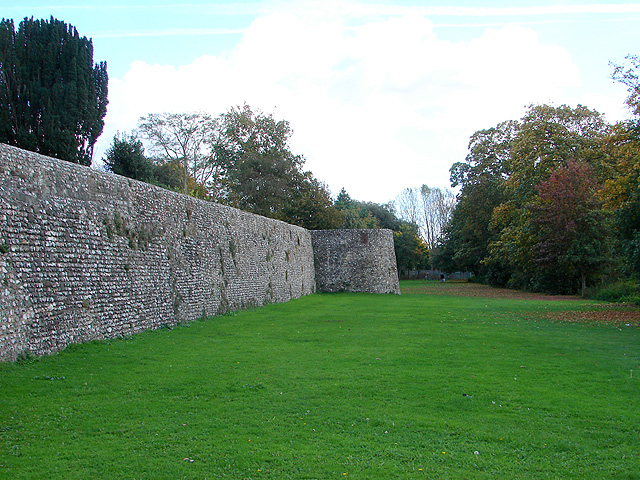
Muros de pedra de Chichester após a reconstrução do século XIX

Noviômago dos Reginos (em latim: Noviomagus Reginorum), foi a cidade romana que precedeu a atual Chichester.

## Nome
O nome da cidade é dado como "Noviômago" em Ptolomeu e "Navimago" na cosmografia de Ravena. Se pensa que era a latinização dum topônimo britônico que significa "nova planície" ou "novos campos", em outras palavras, uma clareira na floresta. Seu epíteto é extraído do nome dos habitantes - reconstruído de várias formas como Reginorum, Regnorum, Regnentium, Regnensium ou Regentium - para distingui-lo de outros lugares com o mesmo nome, principalmente Noviômago, em Câncio. Os reginos eram uma sub-tribo dos atrébates ou simplesmente a população local designada como "povo do Reino" pela administração romana.

## História

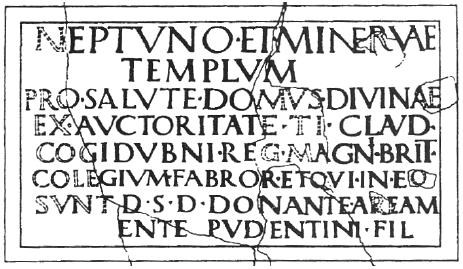
Inscrição de Chichester

O assentamento foi estabelecido pela primeira vez como um castro de inverno à II Legião Augusta sob Vespasiano (o futuro imperador) logo após a invasão romana em 43. Fornos foram encontrados em obras de construção no início dos anos 50, e alguns de bronze no período neroniano ou no início do flaviano; e uma dedicação a Nero datada de 58. O rio Lavant foi desviado para fornecer um suprimento público de água. A cidade serviu como capital da Cividade dos Reginos (Civitas Reginorum), um reino cliente governado por Tibério Cláudio Cogiduno. Cogiduno quase certamente morava no Palácio de Fishbourne, uma milha a oeste. É citado na pedra de dedicação de um templo a Netuno e Minerva. Outros prédios públicos também estavam presentes: termas públicas estão embaixo da West Street, um anfiteatro sob o mercado de gado (que sofreu roubo de pedras no final do século II, época em que presumivelmente não estava mais em uso), e acredita-se que uma basílica estivesse no local da catedral.
A cidade se tornou um importante centro residencial, comercial e industrial, produzindo tanto utensílios de mesa quanto esmalte. No século II, foi cercada por uma paliçada de aterros e madeira, que mais tarde foi reconstruída em pedra. Bastiões foram adicionados no início do século IV e a cidade foi geralmente melhorada com muitas reformas, pavimentação de estradas e um novo sistema de esgoto. Havia cemitérios fora dos portões leste, norte e sul. Na década de 380, Noviômago parece ter sido amplamente abandonado, talvez por causa dos ataques saxões ao longo da costa sul. De acordo com a Crônica Anglo-Saxônica, foi capturada no final do século V pelo lendário Ele dos Saxões do Sul.